# Petalostomella lyrodes
Petalostomella lyrodes är en fjärilsart som beskrevs av Edward Meyrick 1931. Petalostomella lyrodes ingår i släktet Petalostomella och familjen stävmalar. Inga underarter finns listade i Catalogue of Life.